# Civita (Catania)
La Civita (A Cìvita in dialetto catanese) è un quartiere della zona sudorientale della città di Catania, facente parte della I Circoscrizione (già I Municipalità, quella del Centro Storico), comprendente anche i quartieri Angeli Custodi, Antico Corso, Fortino, Giudecca, San Berillo e San Cristoforo.

## Origine del nome
Il nome del quartiere deriverebbe dal latino civitas, ovvero "cittadella", e tale appellativo, oltre ad essere uno dei quattro nuclei della Katane pagana, dove dimoravano i ricchi e i nobili, trarrebbe origine dal fatto che l'area su cui sorge fu nel XVI secolo una delle zone di Catania maggiormente fortificate con le mura difensive fatte erigere dal Sacro Romano Imperatore Carlo V d'Asburgo, re di Sicilia, sebbene solo metà dell'attuale quartiere faceva parte un tempo della zona intramenia della città.

## Geografia
Il quartiere è situato nella parte sudorientale del territorio comunale di Catania, in pieno centro storico. Esso confina a nord-est con Santissimo Sacramento Ritrovato (quartiere del cosiddetto "Passiaturi"), a nord-ovest con il quartiere Agnonella, ad ovest con il quartiere Duomo di Catania o Terme Achilliane - Piano di San Filippo, a sud e a est è delimitato dagli "Archi della Marina" (tratto della ferrovia che in questo quartiere è sorretto da pittoreschi archi) dal Porto di Catania, da cui si dipartono i moli.
Esso si estende su un'area che comprende un dedalo di strade e piazze del centro storico di Catania. Tra le strade più importanti del quartiere si ricordano il tratto basso della Via Vittorio Emanuele II, che inizia il proprio percorso in Piazza dei Martiri ed attraversa quella che è una delle piazze principali del quartiere, la Piazza Mario Cutelli, luogo di ritrovo dei suoi abitanti. Nella parte più a sud del quartiere, troviamo la Via Cardinale Dusmet che conduce in direzione dei quartieri Angeli Custodi, uno di quelli con cui la Civita condivide i moli del porto, e la Piazza San Francesco di Paola, su cui si affaccia l'omonima chiesa. Un'altra piazza importante è quella del Duca di Genova, che purtroppo è però tra quelle più lasciate al proprio degrado.
L'attuale fisionomia del suo abitato risale al periodo successivo al 1669, quando Catania fu ricostruita subito dopo la grave Eruzione dell'Etna di quell'anno che la distrusse quasi completamente. Il Terremoto del Val di Noto del 1693 coinvolse poi maggiormente e in modo più diretto il quartiere.

## Storia
Uno dei quattro nuclei autosufficienti della Katane pagana era chiamata proprio "Civitas", era popolata da nobili e ricchi ed era proprio in corrispondenza del futuro porto.
In seguito, durante il periodo della dominazione araba della Sicilia, ovvero al X secolo,  fu una zona prediletta dagli emiri, in quanto proprio qui fecero edificare la "Moschea del Venerdì", cioè quella di tutta la città, ragione per cui viene indicata anche con l'appellativo di quartiere islamico.
Ma il completo sviluppo del suo abitato si verificò con la costruzione delle cinquecentesche mura di Carlo V che la trasformarono in una fortezza.
La colata lavica del 1669 e il  terremoto del 1693 che distrussero Catania, assieme alla successiva ricostruzione, modificarono l'assetto urbanistico della città. A partire dalla fine del XVII secolo, infatti, la zona viene riedificata in modo regolare con la costruzione di dimore nobiliari, borghesi e popolane, e di strade più larghe.
Nel 1833, la Civita fu tra i quartieri catanesi più colpiti dall'epidemia di colera, che generò molte vittime, ed era dovuta principalmente alla sua consistente densità abitativa. L'amministrazione comunale provvedette perciò ad elaborare un importante piano di risanamento del quartiere, con la realizzazione di alcune strade larghe come Via Salvatore Calì,  Via Porta di Ferro e Via San Gaetano. Dopo l'Unità d'Italia, fu avviata la costruzione della rete ferroviaria in Sicilia, e il quartiere ne fu interessato poiché vennero costruiti gli Archi della Marina, il viadotto della ferrovia Messina-Siracusa.
Distrutta per buona parte del suo abitato dai bombardamenti aerei della Seconda guerra mondiale, le numerose dimore patrizie furono abbandonate dai proprietari, e la Civita fu interessata dal degrado urbano. Alcune di esse furono recuperate e riqualificate verso la fine degli anni Novanta del XX secolo per interesse dell'amministrazione comunale.

## Monumenti e luoghi d'interesse
Alla Civita, significativa è la presenza di edifici nobiliari e religiosi di notevole pregio storico e architettonico.
Nel quartiere sorgono tre luoghi di culto cristiano cattolico, e di questi il più importante è senz'altro la Chiesa di San Placido, che sorge in Piazza San Placido, (l'antico "Piano di Giacobbe"), la cui edificazione risale al 1409. Distrutta dal terremoto del 1693, la chiesa fu ricostruita in stile barocco e consacrata nel 1723. Poco distante, in Via San Gaetano, sorge la Chiesa di San Gaetano alla Marina, la cui edificazione risale al XVIII secolo per opera dei Padri Teatini. Nella parte orientale e meridionale del quartiere, in Piazza San Francesco di Paola, vi è la chiesa omonima edificata nel XIV secolo.
Sul lato sud-ovest di Piazza Mario Cutelli sorge invece un luogo di culto islamico, la Moschea della Misericordia, inaugurata nel 2012, che sostituisce quella degli anni ottanta nei pressi di via Plebiscito, e che ha il primato di essere la più grande del Mezzogiorno d'Italia.
In Via Museo Biscari, che parte da piazza San Placido, sorge il Palazzo Biscari, importante palazzo nobiliare fatto costruire nel 1763 dalla famiglia Paternò Castello dei principi di Biscari, oggi uno dei più importanti Musei della città. Sulla Via Vittorio Emanuele II si trovano il Palazzo Platamone, appartenuto alla nobile famiglia, poi divenuto "Monastero di San Placido" ed ora "Casa della Cultura": secondo la tradizione sarebbe nata qui la patrona della Città Sant'Agata. Presso Piazza Mario Cutelli sorgono il Palazzo Pedagaggi e il Palazzo Serravalle, che dagli inizi del XXI secolo sono sede del dipartimento di Scienze Politiche e Sociali dell'Università degli Studi di Catania.
Altra importante architettura religiosa è la Cappella Bonajuto, di probabile origine bizantina. Più a sud della Cappella Bonajuto c'è il "Palazzo Hernandez", edificio nobiliare. In Piazza San Francesco di Paola si trova ubicata la Caserma della Guardia di Finanza, intitolata ad Angelo Majorana Calatabiano, ricavata dal vecchio "Convento dei Frati Minimi" di San Francesco di Paola, totalmente ricostruita nel 1933, ed inaugurata nel 1937.
Vi è inoltre, in via del Vecchio Bastione, il Teatro Pietro Antonio Coppola, già Teatro Comunale, che ha avuto alti e bassi e che sta potendo riaprire dal 2011 grazie ad un'associazione di giovani volontari. Infine esiste, in via Luigi Sorrentino, la casa dove alloggiava l'architetto Giovanni Battista Vaccarini, principale fautore della ricostruzione tardo-barocca della città.

## Economia
Per la vicinanza con il porto, principale attività economica degli abitanti della Civita è sempre stato e lo è ancora quello della pesca.

## Trasporti
La zona è regolarmente servita dai mezzi pubblici dell'AMT, e vi transitano gli autobus delle linee 2-5, 431 M, 503, 927 e L-EX.